# هنريك سينكيفيتش
هنريك سينكيفيتش (Henryk Adam Aleksander Pius Sienkiewicz) (فولا أوكجييسكا، 5 مايو 1846 - فيفي، 15 نوفمبر 1916) كاتب بولندي تحصل على جائزة نوبل في الأدب لسنة 1905. اشتهر برواية كوو فاديس

## حياته

### بداية حياته
ولد هنريك في 5 مايو 1846 في قرية فولا أورجيسكا في محافظة لوبلين البولندية وكانت تابعة لالإمبراطورية الروسية، وأمضى أولى سنين حياته بالقرب من الطبيعة مما زرع في قلبه حبا لتراب وطنه وجماله.
حين شب سينكيفيتش درس الفلسفة في جامعة فرصوفيا. ثم بدأ العمل في حقل الصحافة وبدأ حياته الأدبية. وقد تأثر سينكيفيتش بثورة اندلعت في بولندا عام 1863 واخمدت عام 1864 وقد هزته كما أثرت في بلاده وتاريخها الذي نادرا ما عرف الاستقرار. اشتهر سينكيفيتش بأنه الكاتب الذي ذكر أوروبا بوطنه المنسي عبر كتاباته وقد برع في الادب الرومانسي التاريخي وكان بين أوائل الكتاب الذين تناولوا حياة الفلاحين في كتاباتهم.

### السفر خارج البلاد
سافر سينكيفيتش كثيرا في ايامه ويعتبر كتابه «رسائل من أمريكا» و «رسائل من أفريقيا» من أشهر كتب الرحلات في الادب البولندي.

### سنواته الأخيرة
أثناء الحرب العالمية الأولى خصص سينكيفيتش مجهودا ضخما لمساعدة أبناء بلاده المنكوبة وكان ممثل الشعب البولندي والناطق الرسمي باسمه وكان يوجه الكثير من الرسائل المفتوحة إلى كبريات الصحف والشخصيات وحكومات أوروبا يشرح فيها اوضاع بلاده.

### وفاته
توفي سينكيفيتش في 15 نوفمبر 1916 في فيفي السويسرية، وقد كان في صميم المأساة التي كان شعبه يعيشها.

## أعماله
من أشهر كتبه «في قبضة التتار» وثلاثية نالت نجاحا فائقا وصورت نضال البولنديين ضد اعدائهم، وهي ثلاثية «بالنار والسيف»، «الطوفان» و«بان ميشال». ثم كتب «بدون شريعة» و«أطفال التربة» وهما روايتان سيكولوجيتان ثم كتب رواية عن أيام الرومان الأولى واضطهادهم للمسيحيين الأوائل بعنوان «كوفاديس؟ كوفاديس؟ كوفاديس؟» وقد نالت نجاحا مذهلا وأخرجت كفيلم سينمائي في الولايات المتحدة وفي بريطانيا، وقد نال سينكيفيتش عام 1905 جائزة نوبل للأدب «لأفضل عمل أدبي ذا نزعة مثالية».

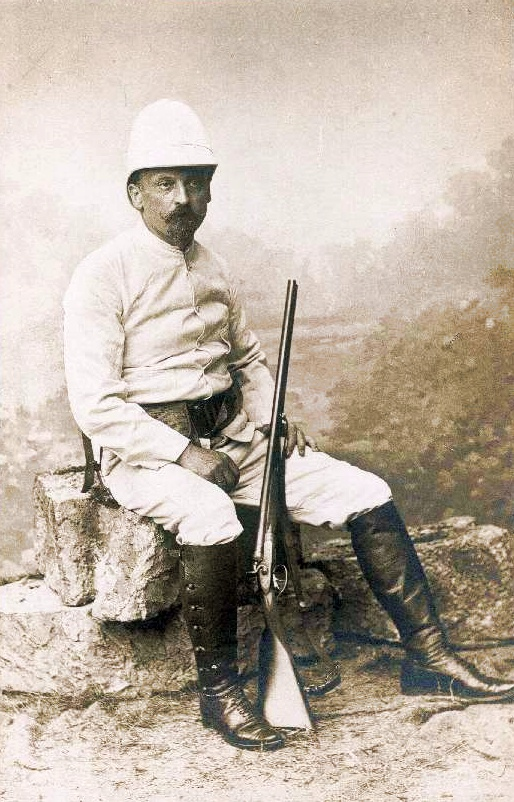
هنريك سينكيفيتش في زي سفاري، تسعينيات القرن التاسع عشر

وكذلك رواية فرسان الصليب المنشورة عام 1900.

## روابط خارجية
- هنريك سينكيفيتش على موقع IMDb (الإنجليزية)
- هنريك سينكيفيتش على موقع الموسوعة البريطانية (الإنجليزية)
- هنريك سينكيفيتش على موقع ألو سيني (الفرنسية)
- هنريك سينكيفيتش على موقع أول موفي (الإنجليزية)
- هنريك سينكيفيتش على موقع قاعدة بيانات الأفلام السويدية (السويدية)
- هنريك سينكيفيتش على موقع إن إن دي بي (الإنجليزية)
- هنريك سينكيفيتش على موقع ديسكوغز (الإنجليزية)
- هنريك سينكيفيتش على موقع قاعدة بيانات الفيلم (الإنجليزية)